# Shirasagi
Le Shirasagi (しらさぎ) est un train express existant au Japon et exploité par les compagnies JR West et JR Central, qui relie la ville de Nagoya à celle de Tsuruga. Son nom signifie "aigrette" en japonais.

## Gares desservies
Le Shirasagi circule de la gare de Nagoya ou de la gare de Maibara à la gare de Tsuruga en empruntant les lignes Tōkaidō et Hokuriku.
| Nom des gares    |
| ---------------- |
| Nagoya           |
| Owari-Ichinomiya |
| Gifu             |
| Ōgaki            |
| Maibara          |
| Nagahama*        |
| Tsuruga          |

Les gares marquées d'un astérisque ne sont pas desservies par tous les trains.

## Matériel roulant
Les modèles utilisés sur ce service sont :

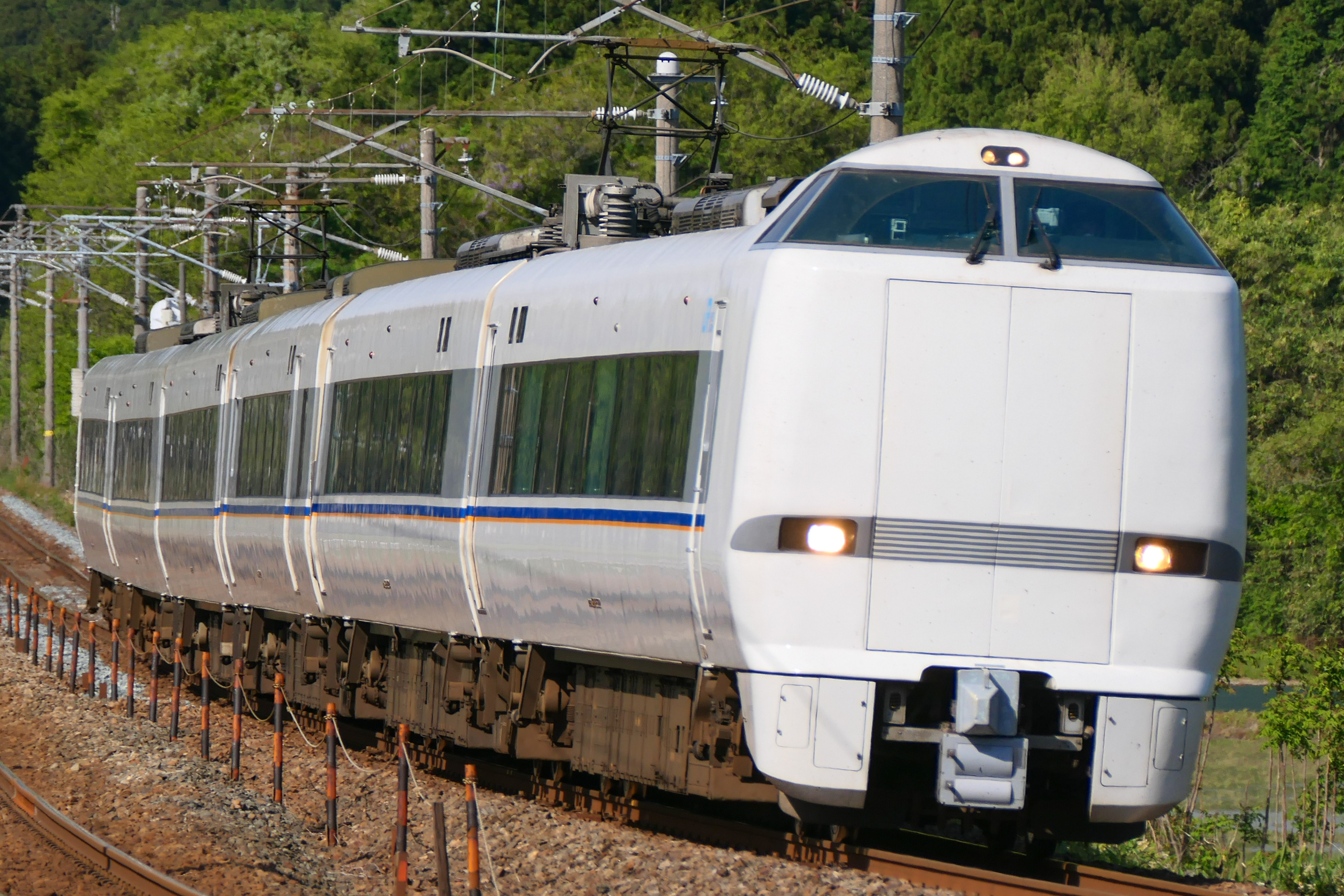
Série 681
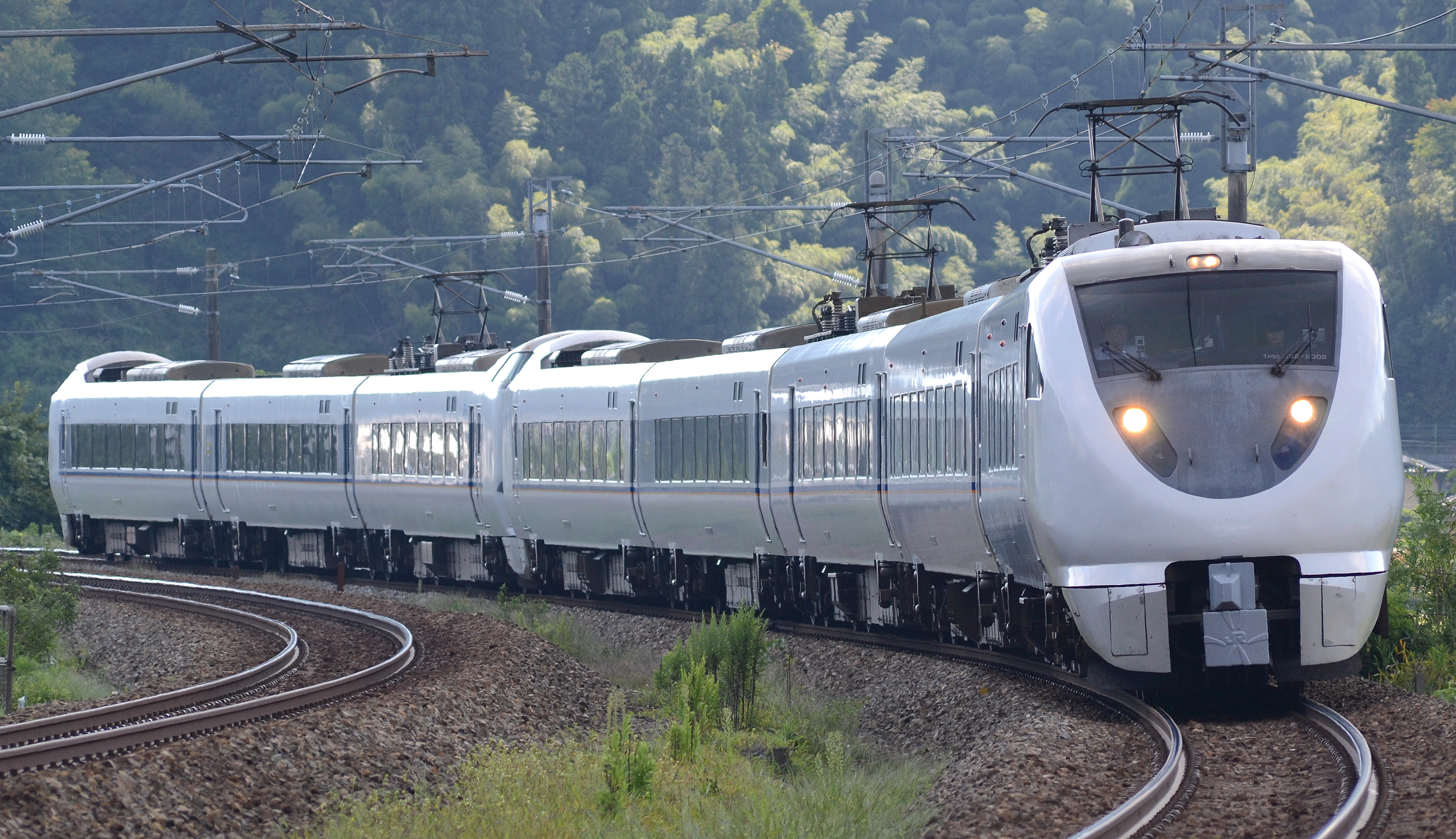
Série 683

## Composition des voitures
Tous les trains sont complètement non fumeurs.
- Séries 681 et 683 :

| N° de voiture | 1     | 2       | 3       | 4       | 5       | 6       |
| Classe        | Green | Réservé | Réservé | Réservé | Réservé | Réservé |